# Gobierno de la provincia del Neuquén
El gobierno de la provincia del Neuquén hace referencia al poder ejecutivo de esta provincia argentina. El gobernador de la provincia del Neuquén se elige cada cuatro años en comicios libres, secretos y obligatorios, con posibilidad de una sola reelección. 

## Reglamentaciones constitucionales
El poder ejecutivo provincial es ejercido por un ciudadano con el tratamiento de «Señor Gobernador». El gobernador y vicegobernador son elegidos por un período de cuatro años, permitiéndose la reelección por un solo período consecutivo. Los requisitos que deben cumplir para presentarse al cargo son:
1. Tener al menos treinta años de edad.
2. Ser argentino nativo o por opción.
3. Tener residencia en la Provincia durante los cuatro años anteriores inmediatos a la elección, salvo caso de ausencia motivada por servicios a la Nación o a la Provincia, o en organismos internacionales de los que la Nación forma parte.

El gobernador es el jefe del estado provincial, teniendo a su cargo la administración del mismo y la dirección y ejecución de las leyes. Puede nombrar ministros, en el número y competencias que determine la ley.
El vicegobernador es quien preside la legislatura de la provincia y es el encargado de reemplazar al gobernador en caso de acefalía. 

## Política

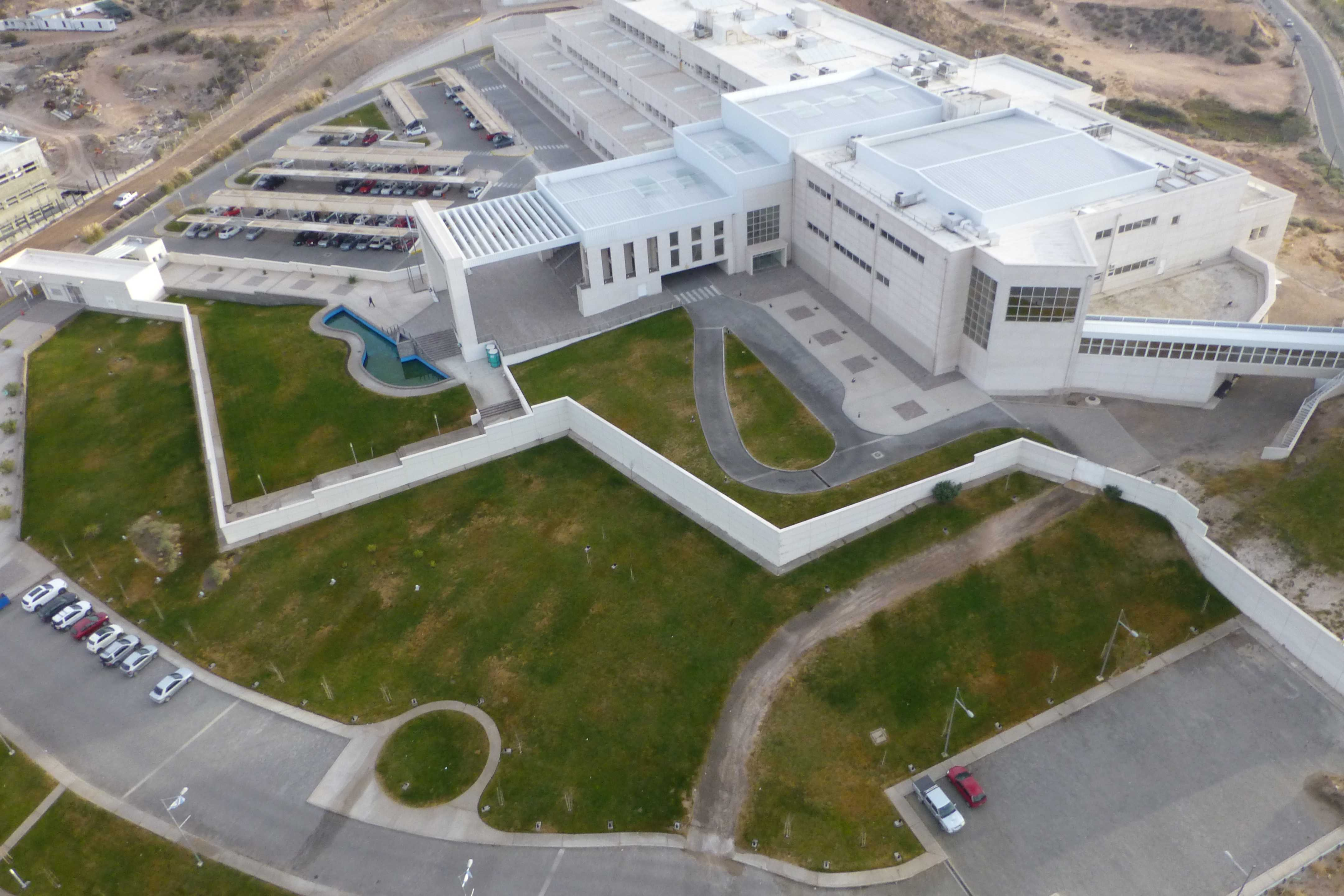
Sede de la legislatura provincial.

El Poder Ejecutivo de la provincia del Neuquén es ejercido por un gobernador elegido cada cuatro años por elección popular directa. El gobernador es asesorado por un cuerpo de ministros que él mismo designa, presididos por un Ministro Coordinador de Gabinete.
El poder legislativo es ejercido por una legislatura compuesta por 35 diputados, presidida por el vicegobernador.
El poder judicial de la provincia es encabezado por el Tribunal Superior de Justicia, y diversas cámaras de apelaciones y juzgados divididos territorialmente en siete jurisdicciones. El interés público es representado por un Ministerio Público Fiscal. El 12 de diciembre de 2013, fue sancionada la ley 2.891 que establece los tribunales de jurados ciudadanos para entender en ciertas causas criminales. 

## Símbolos

### Escudo
En 1958, bajo la sanción de la Ley 16 se creó el Día del Escudo de la Provincia del Neuquén. Fue diseñado por Mario Aldo Mástice, y después de haber sido presentado en un concurso comenzó a utilizarse el septiembre de 1958. 

### Bandera
La bandera de Neuquén fue adoptada oficialmente en 1989. Bajo la Ley Nacional 1817/89. Donde se declara el 28 de noviembre de cada año Día de la Bandera de la Provincia del Neuquén, en conmemoración a la fecha de sanción de la Ley Nacional Nº 14.408 por la cual se creó la Provincia del Neuquén en 1958. 

## Autoridades actuales

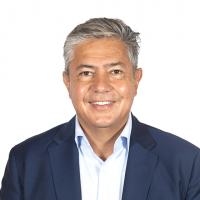
Rolando Figueroa, actual gobernador de la Provincia del Neuquén.

| Cartera                                                  | Titular                  | Periodo                            |
| -------------------------------------------------------- | ------------------------ | ---------------------------------- |
| Ministerio de Gobierno y Educación                       | Osvaldo Llancafilo       | 10 de diciembre de 2023 - presente |
| Ministerio de Economía e Infraestructura                 | Guillermo Pons           | 10 de diciembre de 2023 - presente |
| Ministerio de Producción e Industria                     | Facundo López Raggi      | 10 de diciembre de 2023 - presente |
| Ministerio de las Mujeres y de la Diversidad             | María Eugenia Ferraresso | 10 de diciembre de 2023 - presente |
| Ministerio de Turismo                                    | Sandro Badilla           | 10 de diciembre de 2023 - presente |
| Ministerio de Salud                                      | Andrea Peve              | 10 de diciembre de 2023 - presente |
| Ministerio de Desarrollo Social y Trabajo                | Germán Chapino           | 10 de diciembre de 2023 - presente |
| Ministerio de Energía y Recursos Naturales               | Alejandro Monteiro       | 10 de diciembre de 2023 - presente |
| Ministerio de las Culturas                               | Marcelo Colonna          | 10 de diciembre de 2023 - presente |
| Ministerio de Niñez, Adolescencia, Juventud y Ciudadanía | Sofía Sanucci Gimenez    | 10 de diciembre de 2023 - presente |
| Ministerio de Deportes                                   | Alejandra Piedecasas     | 10 de diciembre de 2023 - presente |

## Autoridad en Instituciones
El Gobierno de la provincia del Neuquén tiene una autoridad total siéndose presidente en las siguientes instituciones:
- Banco Provincia del Neuquén
- Instituto de Seguridad Social del Neuquén
- Universidad Nacional del Comahue